# Heinsia myrmoecia
Heinsia myrmoecia là một loài thực vật có hoa trong họ Thiến thảo. Loài này được (K.Schum.) N.Hallé mô tả khoa học đầu tiên năm 1966.